# Cape Girardeau
Cape Girardeau is een plaats (city) in de Amerikaanse staat Missouri, en valt bestuurlijk gezien onder Cape Girardeau County en Scott County.

## Demografie
Bij de volkstelling in 2000 werd het aantal inwoners vastgesteld op 35.349.
In 2006 is het aantal inwoners door het United States Census Bureau geschat op 36.621, een stijging van 1272 (3,6%).

## Geografie
Volgens het United States Census Bureau beslaat de plaats een oppervlakte van
63,0 km², waarvan 62,9 km² land en 0,1 km² water. Cape Girardeau ligt op ongeveer 107 m boven zeeniveau.

## Plaatsen in de nabije omgeving
De onderstaande figuur toont nabijgelegen plaatsen in een straal van 16 km rond Cape Girardeau.

## Geboren in Cape Girardeau
- Billy Swan (1942), zanger
- Rush Limbaugh (1951-2021), radio-talkshowhost
- Linda Godwin (1952), astronaute